# Santísima Trinidad (Costa Rica)
Santísima Trinidad va ser una població fundada pels invasors espanyols al vessant Costa Rica del mar Carib, al costat del port de Suerre, en la desembocadura de l'actual riu Parisimina.
No se sap quan es va fundar ni en quines circumstàncies, encara que és possible que es tracti de la mateixa població fundada en aquest lloc cap a l'any 1577 pel governador interí Alonso Anguiciana de Gamboa amb el nom de vila de Castell d'Àustria. El 1604, el llogaret de la Santísima Trinidad s'esmenta en documents costa-riquenys en ser cremat pels anglesos. Allà descriu que aquest poblat es trobava a prop de la desembocadura del riu Suerre (avui riu Pacuare). Aparentment va tenir una població molt escassa i una vida efímera, ja que el nom no s'esmenta més.
A final de 1543 senyor Diego Gutiérrez amb altres pobladors va fundar la Vila de Santiago, situada a uns deu quilòmetres aigües amunt de la desembocadura del Suerre, però mesos després la van abandonar. El 4 d'octubre de 1544 el mateix Diego Gutiérrez va fundar la vila de San Francisco, situada a la costa al Mar del Nord (avui Mar Carib) a uns 29 quilòmetres de la boca del Suerre i mesos després la van abandonar també. El 1560, el pare Joan Estrada Ràvago –que va navegar des de Nicaragua per la costa amb un grup d'espanyols– va fundar el poblat Castell d'Àustria, a la desembocadura del Suerre, i aviat la van abandonar per tornar a Nicaragua.
El 1576 senyor Alonso de Anguciana de Gamboa, que va arribar caminant per la selva des Cartago fins al litoral carib, va fundar un port a la desembocadura del Suerre. Va denominar el port Castell d'Àustria, en record al lloc que va establir el pare Estrada Ràvago setze anys enrere. El 1637 el calat del riu va canviar, de manera que van abandonar la vila. El 1651, Juan Fernández de Salinas i de la Cerda, governador de la província, va tornar a poblar el port de Suerre amb espanyols i indis, construir vuit ranxos i la casa de duana, va sondejar el port i va reobrir uns 145 quilòmetres de camí per la muntanya.